# New Amsterdam (TV-serie, 2018)
New Amsterdam är en amerikansk tv-serie som utspelar sig på sjukhuset New Amsterdam, baserad på boken Twelve Patients: Life and Death at Bellevue Hospital av Eric Manheimer. Serien hade premiär den 25 september 2018 på NBC. Serien är skapad av David Schulner, och medverkar i återkommande avsnitt gör bland andra Ryan Eggold, Freema Agyeman, Janet Montgomery, Jocko Sims, Anupam Kher och Tyler Labine. I februari 2019 meddelade NBC att serien förnyats för en andra säsong som hade premiär den 24 september 2019. NBC förnyade serien för ytterligare tre säsonger i januari 2020. Den tredje säsongen hade premiär den 2 mars 2021. Serien avslutades i januari 2023.

## Handling
Serien följer sjukhusdirektören Dr. Max Goodwin på New Amsterdams sjukhus, ett av USA:s äldsta offentliga sjukhus. Goodwins arbete handlar om att reformera den försummade byggnaden genom att riva upp byråkratin för att ge exceptionell vård till patienter.

## Skådespelare

### Huvudkaraktärer
- Ryan Eggold som Dr. Max Goodwin, ny sjukhusdirektör för New Amsterdam Medical Center. I början av serien är hans fru, Georgia, gravid med sitt första barn, men deras äktenskap skenar.
- Freema Agyeman som Dr. Helen Sharpe, chef för onkologiska avdelningen
- Janet Montgomery som Dr. Lauren Bloom, chef för akutmottagningen
- Jocko Sims som Dr Floyd Reynolds, kardiovaskulär kirurg och chef för hjärtkirurgi
- Tyler Labine som Dr. Ignatius "Iggy" Frome, psykiater och chef för psykiatrin
- Anupam Kher som Dr. Vijay Kapoor (säsong 1–3),[2] chef för neurologin

### Återkommande (urval)
| - Alejandro Hernandez som Casey Acosta - Christine Chang som Dr. Agnes Kao - Em Grosland som Sjuksköterska Brunstetter - Margot Bingham som Evie - Dierdre Friel som Ella - Debra Monk som Karen Brantley - Emma Ramos som Mariana - Zabryna Guevara som Dora, Dr. Goodwins assistent - Lisa O'Hare som Georgia Goodwin, Dr. Goodwins fru (säsong 1–2) - Megan Byrne som Gladys - Stacey Raymond som Sjukvårdare Whitaker - Nana Mensah som Dr. Camila Candelario (säsong 1–2) - Michael Basile som Sjukvårdare Moreland - Ana Villafañe som Dr. Valentina Castro (säsong 2) - Mike Doyle som Martin Mclntyre, Dr. Fromes man - Matthew Jeffers som AT-läkare Mark Walsh - Keren Lugo som Dr. Diana Flores - Teresa Patel som Sjukvårdare Harvell - Olivia Khoshatefeh som AT-läkare Turan - Ian Duff som Michael Duke (säsong 2) | - Christopher Cassarino som Dr. Ed Nottingham (säsong 1–2) - Nora & Opal Clow som Luna Goodwin (säsong 3) - Kim Ramirez som Alicia Smith - Liba Vaynberg som Nurse April Kosloff - JJ Feild som Dr. Zach Ligon, Dr. Blooms terapeut (säsong 2) - Shiva Kalaiselvan som Leyla (säsong 3) - Sendhil Ramamurthy som Dr. Akash Panthaki, Dr. Sharpes pojkvän (säsong 1) - Ron Rifkin som Dr. Peter Fulton, dekan för läkarutbildningen (säsong 1–2) - Nadia Affolter som Mina (season 3) - Anna Suzuki som Sandra Fall - Yvette Ganier som Sjuksköterska Linda Weber - Jennifer Betit Yen som Sjuksköterska Aimee Kamoe (säsong 2–3) - Daniel Dae Kim som Dr. Cassian Shin, traumakirurg (säsong 2–3) - Vandit Bhatt som Rohan, Dr. Kapoors son (säsong 1–2) - Alison Luff som Alice Healy (season 2) - Marinda Anderson som Dr. Valerie Jessup (season 1–2) - Sol Marina Crespo som Sjuksköterska Kat Dellacruz - Matthew Bellows som Dr. Clint Hartman (säsong 1–2) - LaRae Muscat som Sameera, Dr. Fromes dotter |

## Avsnitt
| Serier | Serier | Avsnitt | Släppt            |
| ------ | ------ | ------- | ----------------- |
|        | 1      | 22      | 25 september 2018 |
|        | 2      | 18      | 24 september 2019 |
|        | 2      | 14      | 2 mars 2021       |

### Säsong 1
| Nr generellt | Nr i säsongen | Titel                  | Regissör          | Skriven av                           | Premiär           |
| ------------ | ------------- | ---------------------- | ----------------- | ------------------------------------ | ----------------- |
| 1            | 1             | "Pilot"                | Kate Dennis       | David Schulner                       | 25 september 2018 |
| 2            | 2             | "Rituals"              | Peter Horton      | David Schulner                       | 2 oktober 2018    |
| 3            | 3             | "Every Last Minute"    | Jonas Pate        | Shaun Cassidy                        | 9 oktober 2018    |
| 4            | 4             | "Boundaries"           | Kate Dennis       | David Foster                         | 16 oktober 2018   |
| 5            | 5             | "Cavitation"           | Darnell Martin    | Erika Green Swafford                 | 23 oktober 2018   |
| 6            | 6             | "Anthropocene"         | Michael Slovis    | Aaron Ginsburg                       | 30 oktober 2018   |
| 7            | 7             | "Domino Effect"        | Laura Belsey      | Y. Shireen Razack                    | 13 november 2018  |
| 8            | 8             | "Three Dots"           | Jamie Payne       | Cami Delavigne                       | 20 november 2018  |
| 9            | 9             | "As Long As It Takes"  | Andrew McCarthy   | Graham Norris                        | 27 november 2018  |
| 10           | 10            | "Six or Seven Minutes" | Stephen Kay       | Laura Valdivia                       | 8 januari 2019    |
| 11           | 11            | "A Seat at the Table"  | So Yong Kim       | Jiréh Breon Holder                   | 15 januari 2019   |
| 12           | 12            | "Anima Sola"           | Michael Slovis    | Aaron Ginsburg                       | 22 januari 2019   |
| 13           | 13            | "The Blues"            | Nick Gomez        | David Foster                         | 12 februari 2019  |
| 14           | 14            | "The Foresaken"        | Michael Slovis    | Y. Shireen Razack                    | 19 februari 2019  |
| 15           | 15            | "Croaklahoma"          | Laura Belsey      | Cami Delavigne                       | 5 mars 2019       |
| 16           | 16            | "King of Swords"       | Darnell Martin    | Laura Valdivia                       | 12 mars 2019      |
| 17           | 17            | "Sanctuary"            | Jamie Payne       | Shaun Cassidy & Erika Green Swafford | 9 april 2019      |
| 18           | 18            | "Five Miles West"      | Kristi Zea        | Graham Norris                        | 16 april 2019     |
| 19           | 19            | "Happy Place"          | Ellen S. Pressman | Josh Carlebach & Jiréh Breon Holder  | 23 april 2019     |
| 20           | 20            | "Preventable"          | Thomas Carter     | Aaron Ginsburg                       | 30 april 2019     |
| 21           | 21            | "This is Not the End"  | Michael Slovis    | David Foster                         | 7 maj 2019        |
| 22           | 22            | "Luna"                 | Peter Horton      | David Schulner                       | 14 maj 2019       |

### Säsong 2
| Nr generellt | Nr i säsongen | Titel                        | Regissör            | Skriven av                                                            | Premiär           |
| ------------ | ------------- | ---------------------------- | ------------------- | --------------------------------------------------------------------- | ----------------- |
| 23           | 1             | "Your Turn"                  | Michael Slovis      | David Schulner                                                        | 24 september 2019 |
| 24           | 2             | "The Big Picture"            | Don Scardino        | Jiréh Breon Holder                                                    | 1 oktober 2019    |
| 25           | 3             | "Replacement"                | Jamie Payne         | Aaron Ginsburg                                                        | 8 oktober 2019    |
| 26           | 4             | "The Denominator"            | Michael Slovis      | David Foster                                                          | 15 oktober 2019   |
| 27           | 5             | "The Karman Line"            | Nick Gomez          | Laura Valdivia                                                        | 22 oktober 2019   |
| 28           | 6             | "Righteous Right Hand""      | Peter Horton        | Erika Green Swafford                                                  | 29 oktober 2019   |
| 29           | 7             | "Good Soldiers"              | Rachel Leiterman    | Shaun Cassidy                                                         | 5 november 2019   |
| 30           | 8             | "What the Heart Wants"       | Don Scardino        | Y. Shireen Razack                                                     | 12 november 2019  |
| 31           | 9             | "The Island"                 | Michael Slovis      | Graham Norris                                                         | 19 november 2019  |
| 32           | 10            | "Code Silver"                | Craig Zisk          | Leah Nanako Winkler                                                   | 14 januari 2020   |
| 33           | 11            | "Hiding Behind My Smile"     | Lucy Liu            | David Foster                                                          | 21 januari 2020   |
| 34           | 12            | "14 Years, 2 Months, 8 Days" | Seith Mann          | Aaron Ginsburg                                                        | 28 januari 2020   |
| 35           | 13            | "In the Graveyard"           | Darnell Martin      | Josh Carlebach                                                        | 11 februari 2020  |
| 36           | 14            | "Sabbath"                    | Ryan Eggold         | Teleplay av: David Schulner Handling av: Marc Gaffen & David Schulner | 18 februari 2020  |
| 37           | 15            | "Double Blind"               | Allison Liddi-Brown | Shaun Cassidy                                                         | 25 februari 2020  |
| 38           | 16            | "Perspectives"               | Craig Zisk          | Y. Shireen Razack                                                     | 10 mars 2020      |
| 39           | 17            | "Liftoff"                    | Kristi Zea          | Graham Norris                                                         | 17 mars 2020      |
| 40           | 18            | "Matter of Seconds"          | Dinh Thai           | Aaron Ginsburg                                                        | 14 april 2020     |

### Säsong 3
| Nr generellt | Nr i säsongen | Titel                             | Regissör       | Skriven av                        | Premiär       |
| ------------ | ------------- | --------------------------------- | -------------- | --------------------------------- | ------------- |
| 41           | 1             | "The New Normal"                  | Peter Horton   | David Schulner                    | 2 mars 2021   |
| 42           | 2             | "Essential Workers"               | Michael Slovis | David Foster                      | 9 mars 2021   |
| 43           | 3             | "Safe Enough"                     | Michael Slovis | Shaun Cassidy                     | 16 mars 2021  |
| 44           | 4             | "This is All I Need"              | Nick Gomez     | Aaron Ginsburg                    | 23 mars 2021  |
| 45           | 5             | "Blood, Sweat & Tears"            | Nick Gomez     | Y. Shireen Razack                 | 30 mars 2021  |
| 46           | 6             | "Why Not Yesterday"               | Darnell Martin | Laura Valdivia                    | 6 april 2021  |
| 47           | 7             | "The Legend of Howie Cournemeyer" | Darnell Martin | Graham Norris                     | 13 april 2021 |
| 48           | 8             | "Catch"                           | Jamie Payne    | Erika Green Swafford              | 20 april 2021 |
| 49           | 9             | "Disconnected"                    | Lisa Robinson  | Allen L. Sowelle                  | 27 april 2021 |
| 50           | 10            | "Radical"                         | Darnell Martin | Shanthi Sekaran                   | 4 maj 2021    |
| 51           | 11            | "Pressure Drop"                   | Michael Slovis | Josh Carlebach                    | 11 maj 2021   |
| 52           | 12            | "Things Fall Apart"               | Darnell Martin | Graham Norris & Y. Shireen Razack | 18 maj 2021   |
| 53           | 13            | "Fight Time"                      | Michael Slovis | Shaun Cassidy & Laura Valdivia    | 1 juni 2021   |
| 54           | 14            | "Death Begins in Radiology"       | TBA            | TBA                               | 8 juni 2021   |